# Fosfato monoamónico
El dihidrógeno fosfato de amonio o fosfato monoamónico (MAP de las siglas en inglés) , NH4H2PO4, es una de las sales de fosfato de amonio solubles en agua que se puede producir cuando el amoniaco reacciona con el ácido fosfórico hasta que la disolución es claramente ácida. Cristaliza en prismas tetragonales. El fosfato monoamónico se utiliza a menudo en la mezcla de fertilizantes agrícolas. Suministra al suelo los elementos nutritivos de nitrógeno y fósforo en una forma utilizable por las plantas. El compuesto también es un componente del polvo ABC en algunos extintores de incendios (polvo químico seco ABC).

## Síntesis
Se obtiene a partir de la reacción de neutralización entre el ácido fosfórico y el amoniaco:
{\displaystyle \mathrm {NH_{3}+H_{3}PO_{4}\rightarrow (NH_{4})H_{2}PO_{4}} }
La disolución de la sal de fosfato monoamónico da un pH de aproximadamente 4-4,5. Esto se debe a que sus constantes de disociación son las del ácido fosfórico. A un pH>7,2 el fosfato monoamónico se transformará en hidrógenofosfato amónico y a pH<2,1 el fosfato se transformará en ácido fosfórico.

## Aplicaciones y usos
Además del uso principal como fertilizante NP, el fosfato monoamónico tiene otras aplicaciones. El MAP es un cristal ampliamente utilizado en el campo de la óptica debido a sus propiedades de birrefringencia. Como resultado de su estructura cristalina tetragonal, este material tiene una simetría óptica uniaxial negativa con índices de refracción típicos no =1,522 y ne = 1,478 a las longitudes de onda ópticas.
Estos cristales de MAP son piezoeléctricos, propiedad explotada por el sonar con transductor electroacústico, siendo la alternativa a transductores magnetoestrictivos. Los cristales de fosfato monoamónico, a mitad de 1950, han sustituido en gran medida a los de SiO2, cuarzo (al ser más fáciles de trabajar) y a la sal de Rochelle (tartrato de sodio y potasio, KOOC-CHOH-CHOH-COONa), ya que no son delicuescentes.